# Taqi ad-Din Muhammad ibn Ma'ruf
Taqi ad-Din Muhammad ibn Ma'ruf ash-Shami al-Asadi (en árabe: تقي الدين محمد بن معروف الشامي, en turco: Takiyuddin o Taki) (1526–1585) científico musulmán y autor de más de 90 libros sobre astronomía, relojes, física, matemáticas y ciencias naturales. 
En 1574, Murad III invita a Taqī ad-Dīn a construir el Observatorio de Estambul para observar juntos  el Gran Cometa de 1577. En el observatorio había una gigante esfera armilar y un reloj astronómico mecánico preciso para medir la posición y la velocidad de los planetas. Con estos instrumentos, Taqi ad-Din actualizó las viejas tablas astronómicas.
En 1551, Taqi al-Din inventó una máquina de vapor en su libro Al-Turuq al-samiyya fi al-alat al-ruhaniyya [El sublime método de las máquinas espirituales]. Describió una turbina impulsada con vapor, para girar un asador con carne asada.

## Biografía
Taqī al-Dīn nació en Damasco en 1526 según la mayoría de las fuentes. Su origen étnico ha sido descrito como árabe otomano, turco otomano y sirio otomano. En su tratado, titulado Rayḥānat al-rūḥ, el propio Taqī al-Dīn afirmó descender de los ayubíes y remonta su linaje al príncipe ayubí Nasir al-Din Mankarus ibn Nasih al-Din Khumartekin que gobernó Abu Qubais en Siria durante el siglo XII. La Enciclopedia del Islam no menciona su origen étnico, simplemente lo llama «...el astrónomo más importante de la Turquía otomana».
La educación de Taqi ad-Din comenzó en teología y, a medida que avanzaba, se interesaría por las ciencias racionales. Siguiendo su interés, comenzaría a estudiar ciencias racionales en Damasco y El Cairo. Durante ese tiempo estudió junto a su padre Maʿruf Efendi. Al-Dīn pasó a enseñar en varios madaris y sirvió como cadí, o juez, en Palestina, Damasco y El Cairo. Permaneció en Egipto y Damasco durante algún tiempo y mientras estuvo allí creó trabajos en astronomía y matemáticas. Su trabajo en estas categorías eventualmente llegaría a ser importante. Se convirtió en astrónomo jefe del sultán en 1571, un año después de su llegada a Estambul, reemplazando a Mustafa ibn Ali al-Muwaqqit.
Taqī al-Dīn mantuvo un fuerte vínculo con la gente de los Ulama y los estadistas. Pasaría información al sultán Murad III, que estaba interesado en la astronomía, pero también en la astrología. La información indicó que Ulugh Beg Zij tenía errores de observación particulares. Al-Dīn sugirió que esos errores podrían corregirse si se hacían nuevas observaciones. También sugirió que se debería crear un observatorio en Estambul para facilitar esa situación. Murad III se convertiría en patrocinador del primer observatorio de Estambul. Prefería que la construcción del nuevo observatorio comenzara de inmediato. Dado que Murad III era el patrón, ayudaría con las finanzas del proyecto.
Taqī al-Dīn continuó sus estudios en la torre de Gálata mientras esto sucedía. Sus estudios continuarían hasta 1577 en el casi completo observatorio, que se llamaba Dar al-Rasad al-Jadid. Este nuevo observatorio contenía una biblioteca que contenía libros que cubrían astronomía y matemáticas. El observatorio, construido en la parte más alta de Tophane en Estambul, estaba formado por dos edificios separados. Un edificio era grande y el otro pequeño. Al-Dīn poseía algunos de los instrumentos utilizados en los antiguos observatorios islámicos. Hizo que se reprodujeran esos instrumentos y también creó nuevos instrumentos que se utilizarían con fines de observación. El personal del nuevo observatorio estaba formado por dieciséis personas. Ocho de ellos eran observadores o rasids, cuatro de ellos eran empleados y los últimos cuatro eran asistentes.
Taqī al-Dīn abordó sus observaciones de una manera creativa y creó nuevas respuestas a problemas astronómicos debido a las nuevas estrategias que creó junto con el nuevo equipo que creó. Continuaría creando tablas trigonométricas basadas en fracciones decimales. Estas tablas colocaron la eclíptica en 23° 28' 40". El valor actual era 23° 27', lo que muestra que los instrumentos y métodos de al-Dīn eran precisos. Al-Dīn utilizó un nuevo método para calcular los parámetros solares y determinó que la magnitud del movimiento anual del apogeo del sol es de 63 segundos. El valor conocido hoy es de 61 segundos. Copérnico obtuvo 24 segundos y Tycho Brahe 45 segundos, pero al-Dīn fue más preciso que ambos.
Astrónomos y astrólogos del observatorio otomano encabezados por el müneccimbaşı (astrólogo jefe) que utilizan el sextante .

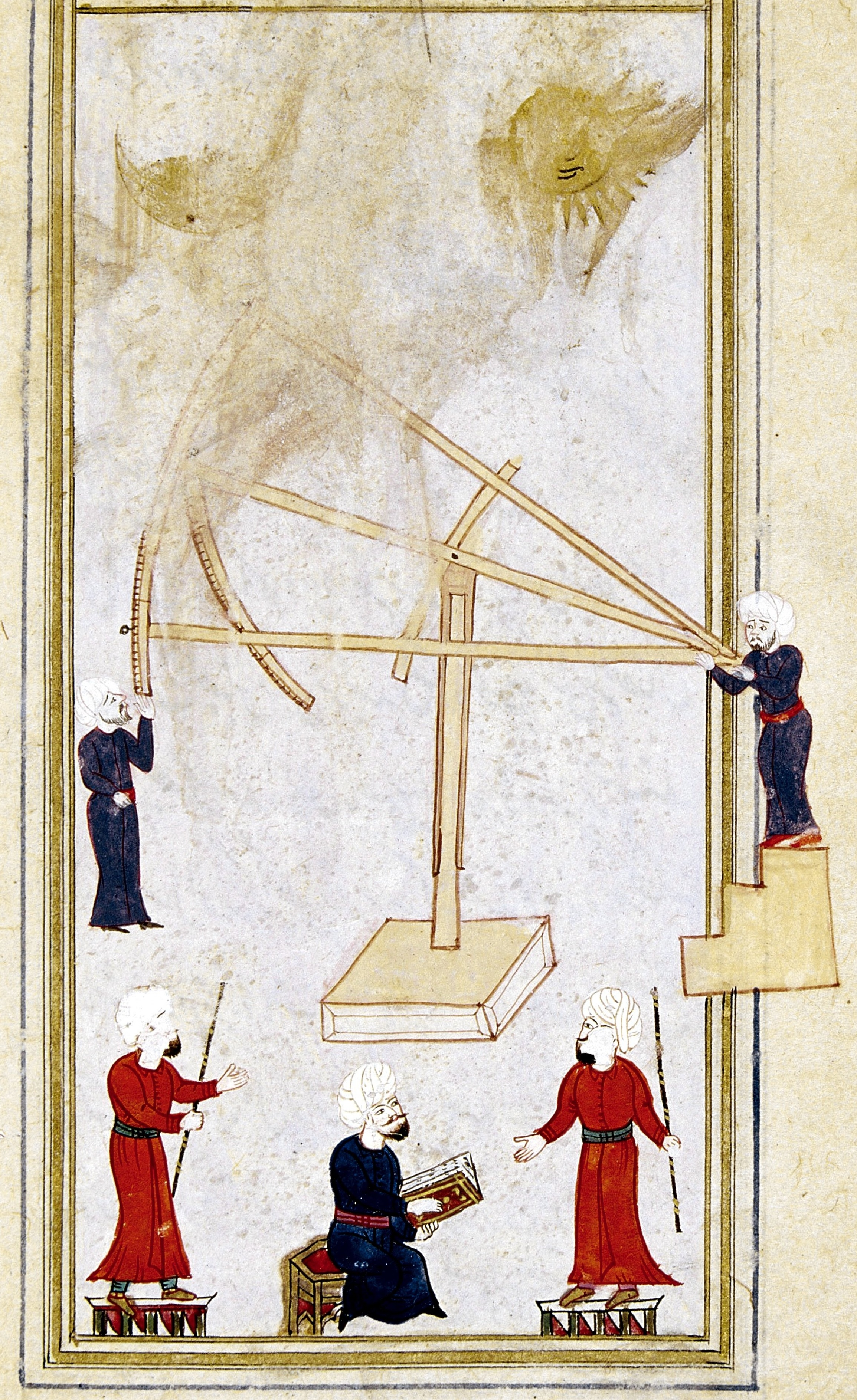
Astrónomos y astrólogos del observatorio otomano encabezados por el müneccimbaşı (astrólogo jefe) que utilizan el sextante.

El objetivo principal del observatorio era atender las necesidades de los astrónomos y proporcionar una biblioteca y un taller para que pudieran diseñar y producir instrumentos. Este observatorio se convertiría en uno de los más grandes del mundo islámico. Se completó en 1579. Continuaría funcionando hasta el 22 de enero de 1580, que es cuando fue destruido. Algunos dicen que los argumentos religiosos fueron la razón por la que fue destruido, pero en realidad se redujo a problemas políticos. Un informe del gran visir Sinan Pasha al sultán Murad III explica cómo el sultán y el visir intentaron mantener a Taqī Ad-Dīn alejado de los ulama porque parecía que querían llevarlo a juicio por herejía. El visir informa al sultán que Taqī Ad-Dīn quería ir a Siria independientemente de las órdenes del sultán. El visir también advirtió al sultán que si Taqī Ad-Dīn iba allí, existía la posibilidad de que los ulama lo notaran y lo llevarán a juicio.
A pesar de la originalidad de Taqī al-Dīn, su influencia parece haber sido limitada. Solo hay una pequeña cantidad de copias sobrevivientes de sus obras, por lo que no pudieron llegar a una amplia variedad de personas. Sus comentarios que se conocen son muy pocos. Sin embargo, una de sus obras y una parte de una biblioteca que poseía llegaron a Europa occidental con bastante rapidez. Esto se debió a los esfuerzos de recopilación de manuscritos de Jacob Golius, profesor holandés de árabe y matemáticas en la Universidad de Leiden. Golius viajó a Estambul a principios del siglo XVII. En 1629 escribió una carta a Constantin Huygens en la que habla de haber visto el trabajo de Taqī Ad-Dīn sobre óptica en Estambul. Argumentó que no pudo conseguirlo de sus amigos incluso después de todos sus esfuerzos. Debe haber tenido éxito en adquirirlo más tarde, ya que el trabajo de Taqī al-Dīn en óptica eventualmente llegaría a la Biblioteca Bodleiana como Marsh 119. Originalmente estaba en la colección de Golius, por lo que está claro que Golius finalmente logró adquirirlo.
Según Salomon Schweigger, capellán del embajador de Habsburgo, Johann Joachim von Sinzendorf, Taqi al-Din era un charlatán que engañó al sultán Murad III y le hizo gastar enormes recursos.